# Alturas
Alturas est une ville située dans l’État de Californie, aux États-Unis,. C'est le siège du comté de Modoc. Sa population était de 2 827 habitants lors du recensement de 2010. Alturas est située sur la rivière Pit, dans le coin nord-est de la Californie. 

## Géographie
Alturas se situe dans l'angle nord de la Californie, la localité est traversée par la rivière Pit. Les hautes montagnes de Warner se trouvent à l'est, les zones humides et les champs de riz sauvage de South Fork Valley, au sud, et le vaste plateau de Modoc vers le nord.

## Histoire
Le site d'Alturas était au départ un village Achumawi connu sous le nom de Kosaelekte. Les colons s'y installèrent en 1869 et appelèrent l'endroit Dorris Bridge, en l'honneur de Jim Dorris. En 1876 la ville fut renommée Alturas (« les hauteurs », en espagnol). La ville fut incorporée le 16 septembre 1901 en tant que siège et seule municipalité du comté de Modoc.

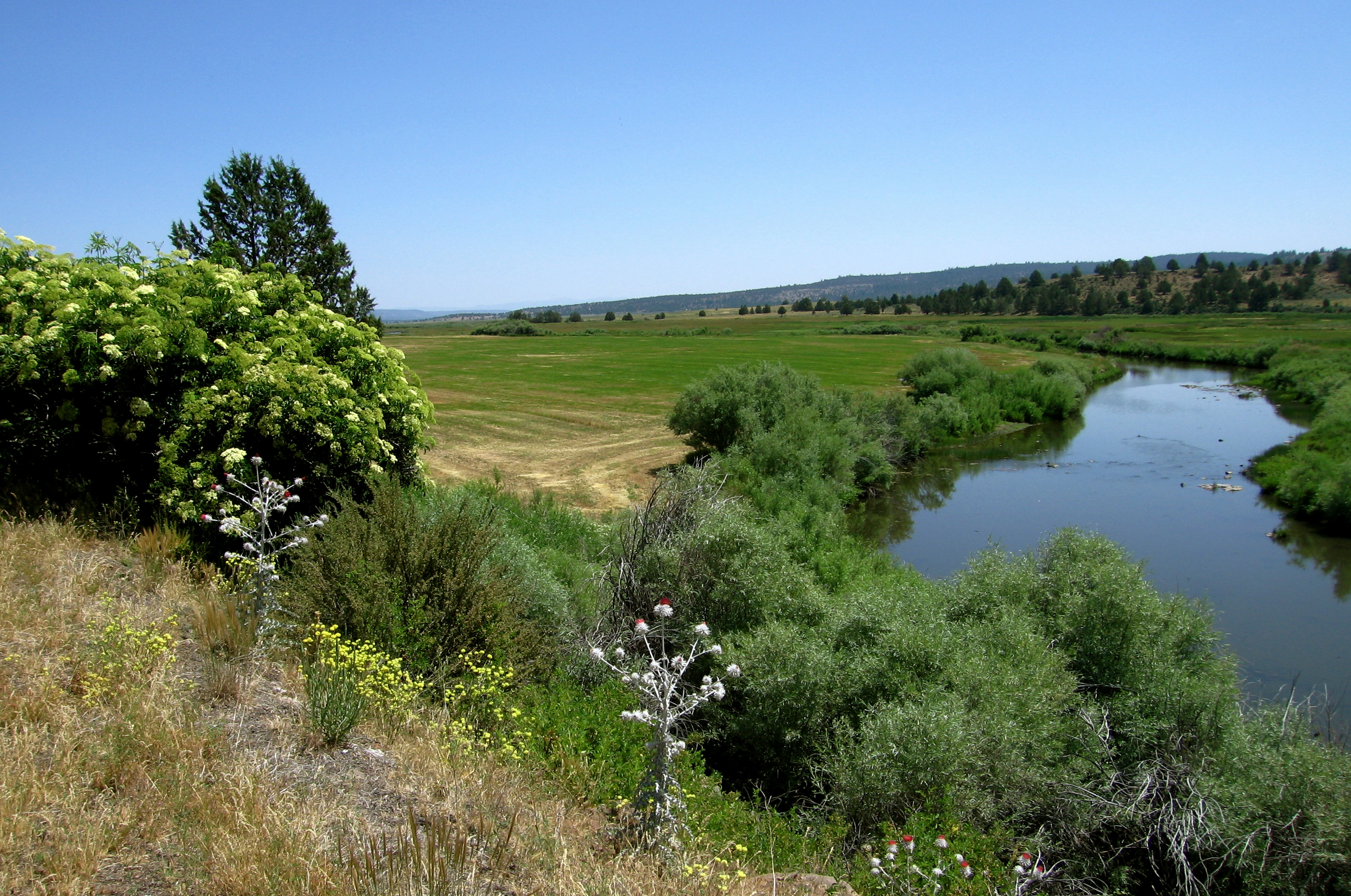
Campagne californienne proche d'Alturas.

## Démographie
Lors du recensement de 2010, le village comptait une population de 2 827 habitants. Elle est estimée, en 2016, à 2 537 habitants.
| 1880 | 1910 | 1920 | 1930  | 1940  | 1950  |
| ---- | ---- | ---- | ----- | ----- | ----- |
| 148  | 916  | 979  | 2 338 | 2 090 | 2 819 |

| 1960  | 1970  | 1980  | 1990  | 2000  | 2010  |
| ----- | ----- | ----- | ----- | ----- | ----- |
| 2 819 | 2 799 | 3 025 | 3 231 | 2 892 | 2 827 |

## Économie
Alturas est le siège du parc, Modoc National Forest. La région est agricole, elle produit du bœuf, de mouton, des pommes de terre et du bois. Les loisirs sont la chasse et la pêche, mais le tourisme n'est pas un secteur majeur de l'économie locale.

## Source
- (en) Cet article est partiellement ou en totalité issu de l’article de Wikipédia en anglais intitulé « Alturas, California » (voir la liste des auteurs).